# Wolfgang W.E. Samuel
Wolfgang W.E. Samuel (ur. 2 lutego 1935 w Strasburgu) – amerykański pisarz i publicysta oraz weteran Sił Powietrznych USA.

## Wczesne lata
Urodził się w niemieckim miasteczku Strasburg opodal Greifswaldu, skąd pochodziła jego matka. Swe dzieciństwo aż do 1945 roku spędził jednak w niemieckim wówczas Żaganiu na Dolnym Śląsku, gdzie była stacjonowana jednostka rodzima jego ojca, zawodowego oficera Luftwaffe. Wraz z matką Jadwigą i siostrą Ingrid uciekł jednak przed zbliżającą się Armią Czerwoną, podczas gdy ojciec walczył na froncie zachodnim. Jako niechciany uchodźca doznał trudów i niedostatków z tym związanych, a także – po wojnie – problemów z osiedleniem się na nowo: był świadkiem wielokrotnych gwałtów jego matki oraz zamordowania jej ojca, który udzielił im schronienia, przez niemieckich komunistów. To właśnie ten dziadek uświadomił chłopca, że Hitler nie był geniuszem, ani bohaterem ani dobrym wujkiem, tylko zbrodniarzem odpowiedzialnym za śmierć milionów ludzi, w tym Niemców. Chłopiec czuł się odpowiedzialny za przeżycie swych najbliższych podczas tułaczki i internowań w obozach. Po ponownej ucieczce do strefy zachodniej rodzina osiedliła się w końcu opodal amerykańskiej bazy lotniczej w Faßberg, do której przyszły lotnik czuł ogromny pociąg. Podczas blokady Berlina (23 czerwca 1948 – 30 września 1949) nastolatek był zafascynowany cudem amerykańskiego mostu powietrznego. Tam też matka poznała amerykańskiego serwisanta, Sgt. Leo B. Fergusona, którego po rozwodzie z mężem poślubiła (w styczniu 1951). Razem z nim cała rodzina wyemigrowała do USA kończąc sześcioletnią tułaczkę i osiedlając się w stanie Colorado.

## Kariera wojskowa

### Wykształcenie
Wkrótce po przybyciu do USA w wieku 16 lat, Wolfgang W.E. Samuel wstąpił do US Army, co umożliwiło mu darmowe studia: w roku 1953 pomyślnie ukończył East High School w Denver, Colorado. Potem zdobył tytuł Bachlor of Arts w dziedzinie biznesu na uniwersytecie w Boulder w 1960 roku, biorąc udział w programie rekrutacji oficerów rezerwy (ROTC) lotnictwa. Później zdobył tytuł Master of Business Administration na stanowym uniwersytecie w Phoenix. Podczas służby był m.in. przez rok oddelegowanym pracownikiem naukowym przy MIT Center for International Studies (CIS) w Camebridge (MA), a także odwiedził Niemcy biorąc udział w wymianie oficerów NATO oraz odbył szkolenia dla oficerów sztabu generalnego na Akademii Dowódców w Hamburgu w okresie 1973–1975. Później studiował na National War College w Waszyngtonie (1981).

### Służba czynna
Idąc śladami rodzinnymi, W. Samuel został lotnikiem. Czynną służbę rozpoczął w 1955 roku w bazie lotniczej Skulthorp w Anglii jako pracownik administracyjny. Latać zaczął dopiero później, kiedy przeszedł do 19. Tactical Reconnaissance Sqn. Podczas Zimnej Wojny odbył ponad 100 lotów rozpoznawczych, m.in. nad Kubą (1961) i innymi państwami satelitarnymi ZSRR latając na maszynie RB-66B. W wojnie wietnamskiej wyróżnił się jako pilot niszczyciela powietrznego B-66B. W 1985 roku, po 30 latach aktywnej służby, przeszedł w stan spoczynku w randze pułkownika lotnictwa.

### Osiągnięcia
W latach czynnej służby zasłużył na wiele zaszczytów i awansów, między innymi został trzykrotnie udekorowany Zaszczytnym Krzyżem Lotniczym oraz Medalem Lotniczym. Jest członkiem stołecznej sekcji Towarzystwa Odznaczonych Zaszczytnym Krzyżem Lotniczym.

### W stanie spoczynku
W latach 1985–1993 pracował jako manager programu w firmie zbrojeniowej E-Systems, będącej obecnie częścią koncernu Raytheon Corp. Późnej przeszedł na zasłużoną emeryturę. Utrzymując kontakt z organizacjami wojskowymi i związkami weteranów skoncentrował się na pracy pisarskiej i publicystycznej. Często gości na różnego typu wykładach historycznych i odczytach.

## Życie prywatne
Jeszcze będąc młodym lotnikiem Wolfgang Samuel poślubił Amerykankę, Joan Powers, z którą mieszkał w miejscowości Fairfax Station w stanie Wirginia. Jego syn, Karol, również był pilotem w USAF. Po zakończeniu służby w USAF latał nadal jako pilot na służbie United States Coast Guard, a później jako pilot cywilny dla United Airlines.

## Działalność publicystyczna

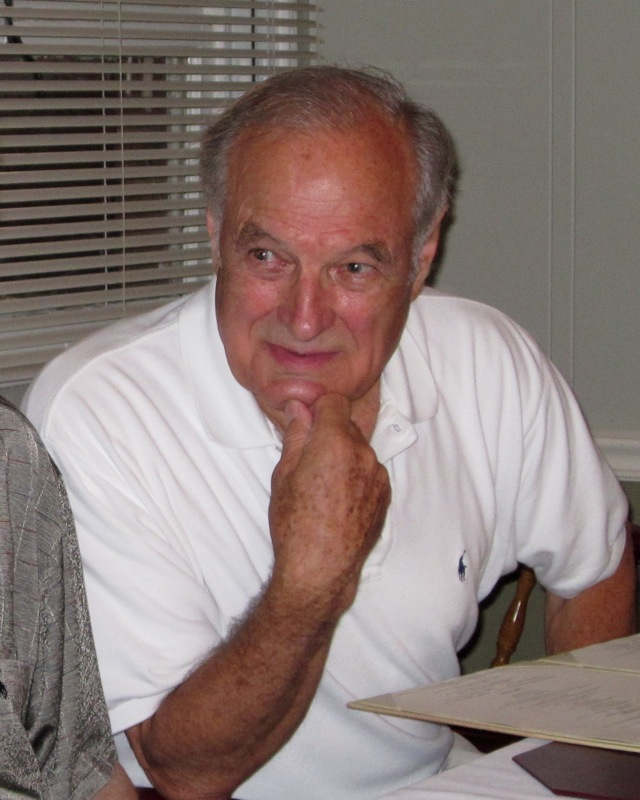
Wolfgang Samuel na spotkaniu w Army Navy Country Club w 2009 roku

### Styl
Po przejściu na emeryturę, Samuel wydał szereg publikacji, których wspólną cechą jest tematyczne powiązanie z jego biografią, a szczególnie z drugą wojną światową i lotnictwem.

### Treść
Do 2015 roku osiem z jego książek uzyskało większy rozgłos:
1. German Boy: A Refugee’s Story zawiera szczegółowe autobiograficzne wspomnienia obejmujące lata wojny oraz powojenne przeżycia autora-uchodźcy. Przedmowę napisał amerykański historyk Stephen Ambrose.
2. I Always Wanted to Fly: America’s Cold War Airmen jest zbiorem ustnych opowiadań amerykańskich asów lotniczych z czasów zimnej wojny, a szczególnie ich szaleńczych wyczynów na niebie ponad Rosją, Chinami, Koreą czy NRD, m.in. o powietrznym moście berlińskim. Przedmowę napisał znany amerykański polityk Ken Hechler.
3. The War of Our Childhood: Memories of World War II jest zbiorem ustnych opowiadań 27 Niemców, którzy przeżyli wojnę i jej koniec będąc dziećmi.
4. American Raiders: The Race to Capture the Luftwaffe’s Secrets naświetla postępowania i metody, których użyły USA by zdobyć najnowsze niemieckie technologie wojskowe.
5. Glory Days: The Untold Story of the Men Who Flew the B-66 Destroyer into the Face of Fear wylicza kilka mniej znanych przygód załóg legendarnego typu bombowca B-66, RB-66 and EB-66, który nie cieszył się dobrą opinią wśród pilotów.
6. Watson’s Whizzer’s: Operation Lusty and the Race for Nazi Aviation Technology dokumentuje usiłowania USA w celu zdobycia przełomowych niemieckich technologii aeronautycznych pod koniec drugiej wojny światowej.
7. In Defense of Freedom opisuje ofiarność lotników USA oraz ich wkład w zwycięskie zakończenie drugiej wojny światowej.

### Publikacje książkowe
- German Boy: A Refugee’s Story. Jackson: University Press of Mississippi, 2000. ISBN 1-57806-482-1.
- I Always Wanted to Fly: America’s Cold War Airmen. Jackson: University Press of Mississippi, 2001. ISBN 1-57806-399-X.
- The War Of Our Childhood: Memories of World War Two. Jackson: University Press of Mississippi, 2002. ISBN 1-57806-482-1.
- American Raiders: The Race to Capture the Luftwaffe’s Secrets. Jackson: University Press of Mississippi, 2004. ISBN 1-57806-649-2.
- Coming to Colorado: A Young Immigrant’s Journey to Become an American Flyer. Jackson: University Press of Mississippi, 2006 ISBN 978-1-57806-902-6.
- Glory Days: The Untold Story of the Men Who Flew the B-66 Destroyer into the Face of Fear. Schiffer Publishing, Ltd., 2008. ISBN 0-7643-3086-1, ISBN 978-0-7643-3086-5.
- Watson’s Whizzer’s: Operation Lusty and the Race for Nazi Aviation Technology. Schiffer Publishing, Ltd., 2010. ISBN 0-7643-3517-0, ISBN 978-0-7643-3517-4.
- The Berlin Airlift 1948-1949: A Child’s Perspective, The UAB Department of History, 2009
- In Defense of Freedom: Stories of Courage and Sacrifice of World War II Army Air Forces Flyers. University Press of Mississippi, 2015. ISBN 1-62846-217-5, ISBN 978-1628462173.